# Triều Nam
Triều Nam (tiếng Trung: (潮南区, Hán Việt: Triều Nam khu) là một quận của địa cấp thị Sán Đầu (汕头市), tỉnh Quảng Đông, Cộng hòa Nhân dân Trung Hoa.